# 古舘友華
古舘 友華（ふるだて ゆうか、1980年5月15日 - ）は、テレビ岩手のアナウンサー。

## プロフィール
- 血液型：O型
- 出身地：岩手県盛岡市出身

盛岡市出身であるが釜石市育ちで釜石市立八雲小学校卒業、釜石市立釜石第二中学校入学、盛岡市立下小路中学校卒業である。
- 出身校：岩手県立盛岡第一高等学校、岩手大学卒業

## 来歴
- 地元出身者ということもあり、2009年にテレビ岩手地上デジタル放送推進大使の任務を引き継いだ。
- 2013年10月より産休に入っており、担当番組のニュースプラス1いわては、1年後輩の菅原那緒子が代役を務めた。2014年4月に復帰し、再び『プラス1』のサブキャスターを務めている。

## 出演番組
現在
- ニュースプラス1いわてキャスター（2010年3月29日 - 2013年9月27日 月～金 → 産休 → 2014年3月31日 - 月～金で復帰 → 同年10月より月～木担当 → 2017年4月より月～水担当）

過去
- ズームイン!!SUPER岩手担当キャスター
- 月刊 元気一番"生"テレビ
- いわて情報ステーション
- どこか行こうヨ!
- ねだらX（「YU→KA」名義）
- 週末はファンキーSOUL
- 5きげんテレビキャスター（2009年1月 - 9月）